# Chris Flannery
Pour les articles homonymes, voir Flannery.

a Compétitions nationales et continentales officielles uniquement.

Dernière mise à jour le 4 mai 2010.
Chris Flannery, né le 5 juin 1980 à Cowra, est un joueur de rugby à XIII australien  évoluant au poste deuxième ou troisième ligne dans les années 2000 et 2010. Il a été sélectionné en équipe du Queensland  participant au State of Origin. En club, il a débuté en 2000 aux Sydney Roosters en National Rugby League où il y est resté sept années avant de rejoindre la Super League et St Helens RLFC en 2007.